# Lysibia ceylonensis
Lysibia ceylonensis är en stekelart som först beskrevs av Kerrich 1956.  Lysibia ceylonensis ingår i släktet Lysibia och familjen brokparasitsteklar. Inga underarter finns listade i Catalogue of Life.